# Omicidio di Bobby Kent
L'omicidio di Bobby Kent è un delitto avvenuto il 14 luglio 1993 ai danni di un ventenne statunitense, che venne ucciso da sette persone sue conoscenti.

## Antefatti
Bobby Kent, figlio degli immigrati iraniani Fred e Farah Kent (originariamente di cognome Khayam), frequentò la South Broward High School nella periferia di Hollywood, Florida. Secondo Tim Donnelly, che ha perseguito tutti i cospiratori dell'omicidio, un avvocato ha descritto Kent come "come Eddie Haskell. Tutti i genitori del quartiere lo amavano, ma i ragazzi lo vedevano in modo diverso".
Marty Puccio è un italo-americano cresciuto in una famiglia cattolica. Kent e Puccio si conoscevano dalla terza elementare, vivevano nello stesso isolato ed erano buoni amici da quando erano adolescenti. Tuttavia, Kent abusava spesso fisicamente e psicologicamente di Puccio, portando quest'ultimo a sviluppare risentimento nei suoi confronti.
Kent e Puccio pensarono di girare filmini porno gay nella speranza di rivenderli nei negozi locali; assunsero un quarantenne della Florida, che si esibì nudo in una danza maneggiando un dildo. I due lo ripresero, ma non riuscirono a vendere il filmato a nessun negozio porno a causa della scarsa qualità audio e video e per la mancanza di attività nella registrazione.
Verso l'inizio del 1993, Puccio e Kent avevano vent'anni. Puccio iniziò a frequentare la diciottenne Lisa Connelly; quest'ultima, frustrata per il fatto che Puccio trascorresse molto tempo con Kent e per le violenze che Kent infliggeva a Puccio, cercò di "distrarre" Kent presentandogli la sua amica Alice Willis, di diciassette anni. I due uscirono insieme per alcune settimane, ma Willis finì per lasciarlo a causa del suo comportamento aggressivo. A giugno, Puccio confidò a Connelly che Kent lo sottoponeva ad abusi da anni; lei cercò di convincerlo a porre fine alla loro amicizia, ma Puccio non sembrava convinto. Connelly, che aveva avuto rapporti sessuali sia con Puccio che con Kent, era incinta, ma si rifiutava di prendere in considerazione la possibilità che potesse essere il figlio di Kent, volendo perseguire il suo rapporto con Puccio. La notte prima dell'omicidio, Willis affermò che Kent l'aveva violentata.

## Omicidio
Connelly decise che Kent doveva essere eliminato definitivamente e iniziò a parlare con Puccio e altri amici della possibilità di ucciderlo. Il 13 luglio 1993, Connelly chiamò Willis e le disse che Bobby era intenzionato ad andare a cercarla a Palm Bay, dove viveva, per uccidere lei e il suo bambino (che Willis aveva avuto da una precedente relazione) a meno che Willis non avesse accettato di tornare a Hollywood per riprendere a frequentarlo. Willis affermò che Connelly le aveva proposto di venire a casa sua per discutere dell'omicidio di Bobby; Willis si presentò con il suo nuovo fidanzato, Donald Semenec, e con l'amica Heather Swallers, rispettivamente di diciassette e diciotto anni.
La notte del 13 luglio 1993, Puccio Semenec, Swallers, Connelly e Willis incontrarono Kent; Puccio, Semenec e Swallers, sentendosi a disagio, se ne andarono. Connelly e Willis attirarono Kent in un nuovo complesso in costruzione nella vicina Weston, con la promessa di lasciargli guidare la Mustang 5.0 di Willis e fare sesso con lei. Connelly si portò con sé la pistola di sua madre con l'intenzione di uccidere Kent mentre era distratto con Willis, ma non fu in grado di sparargli.
Nonostante il tentativo fallito, Connelly voleva comunque uccidere Kent; contatto un autoproclamato killer ventenne, Derek Kaufman, che era stato raccomandato da un amico di Willis. Il gruppo si incontrò a casa dell'uomo a Rolling Oaks; volevano che uccidesse Kent quella stessa notte, ma Kaufman disse di non potersi procurare così rapidamente una pistola. Il gruppo tornò a casa di Connelly e venne raggiunto dal cugino di lei, Derek Dzvirko, di diciannove anni. Dopo aver discusso ulteriormente, si decise di procedere con l'omicidio di Kent la notte seguente, con l'assistenza di Kaufman.
Nella tarda notte del 14 luglio 1993, i sette si incontrarono a casa di Puccio e definirono il loro piano. Puccio chiamò Kent e lo convinse a uscire con il gruppo poco più tardi, con le stesse promesse della notte seguente. I ragazzi misero insieme le loro armi, consistenti in due coltelli, un tubo di piombo e una mazza da baseball. Verso le 23:30, andarono a prendere Kent a casa sua e si diressero verso un cantiere edile.
Quando arrivarono sul posto, Willis, secondo il piano, portò Kent in un luogo appartato e Swallers si unì a loro. Mentre lei e Willis distraevano Kent, Semenec si avvicinò e pugnalò Kent alla nuca con un coltello. Quando Kent chiese aiuto a Puccio, quest'ultimo gli conficcò un coltello nello stomaco. Kent cercò di scusarsi, ma Puccio continuò a pugnalarlo. Quando Kent tentò di fuggire, Puccio, Semenec e Derek Kaufman lo seguirono colpendolo ripetutamente; Kent venne ucciso definitivamente quando Kaufman lo colpì alla testa con la mazza da baseball. Dopodiché, Dzvirko, Semenec, Puccio e Kaufman gettarono il corpo sulle rive della palude vicina, convinti che gli alligatori avrebbero mangiato i resti.

## Eventi successivi
Nei giorni successivi al crimine, molti dei cospiratori confessarono l'accaduto a diversi conoscenti. Connelly ne parlò con sua madre, la quale contattò sua sorella, la madre di Dzvirko. Le due donne chiamarono il loro fratello, Joe Scrima (zio dei giovani Connelly e Dzvirko), che aveva amici nel dipartimento di polizia, pensando che avrebbe saputo cosa fare. Gli amici di Scrima li misero in contatto con il detective Frank Ilarraza dell'ufficio dello sceriffo della contea di Broward; Dzvirko confessò tutto e condusse Ilarraza al corpo di Kent.

## Condanne
Martin Puccio venne  dichiarato colpevole di omicidio di primo grado e cospirazione per omicidio; nell'agosto 1995, venne condannato a morte per elettrocuzione, più una condanna a trent'anni anni per cospirazione. Nel 1997, la Corte Suprema della Florida stabilì che Puccio non venisse giustiziato a causa di circostanze attenuanti, quindi la sua condanna a morte venne cambiata in ergastolo, in aggiunta agli anni da scontare per cospirazione, con l'idoneità alla libertà vigilata dopo venticinque anni. Ad aprile 2024, rimane in custodia presso l' Everglades Correctional Institution, a 32 km nell'entroterra di Miami.
Donald Semenec venne dichiarato colpevole di omicidio di secondo grado, ma alla sua condanna del maggio 1995 il giudice decise di dargli l'equivalente di una condanna all'ergastolo per omicidio di primo grado. Ad aprile 2024, rimane in custodia presso l'Okeechobee Correctional Institution, a 16 km a nord di Okeechobee.
Derek Kaufman venne dichiarato colpevole di omicidio di primo grado e cospirazione per omicidio; nel giugno 1995, venne condannato all'ergastolo senza possibilità di libertà vigilata per venticinque anni, più una condanna consecutiva di trent'anni per cospirazione. Ad aprile 2024, rimane in custodia presso il Marion Correctional Institution, a 16 km a nord di Ocala.
Lisa Connelly, che con Alice Willis era la forza trainante dietro la cospirazione per omicidio, fornì prove e fu dichiarata colpevole di omicidio di secondo grado e cospirazione per commettere aggressione aggravata con un'arma mortale (un'accusa minore rispetto alla cospirazione per commettere omicidio), ma alla sua condanna del luglio 1995, il giudice scelse di darle l'equivalente di una condanna per omicidio di primo grado all'ergastolo, più una condanna concomitante di cinque anni per cospirazione. La sua condanna fu annullata in appello in quanto eccessivamente dura e fu ridotta nel 1998 a ventidue anni. Dopo aver scontato meno di nove anni, venne rilasciata nel febbraio 2004. Nel 2013, era un'ottica certificata che viveva in Pennsylvania, era sposata e aveva un figlio di sei anni, oltre alla figlia di diciannove anni avuta con Puccio, nata mentre Connelly e Puccio erano entrambi in prigione in attesa dei loro processi per omicidio e cospirazione.
Alice Willis, che con Lisa Connelly era la forza trainante dietro la cospirazione per omicidio, fu dichiarata colpevole di omicidio di secondo grado e cospirazione per commettere omicidio; nel maggio 1995, fu condannata a quarant'anni di prigione, più una condanna contemporanea di quindici anni per cospirazione. La condanna per omicidio fu ridotta in appello a diciassette anni, a cui seguirono quarant'anni di libertà vigilata. Dopo aver scontato meno di sette anni, fu rilasciata nel settembre 2001. Dal 2013, era una madre casalinga che viveva in Florida.
Derek Dzvirko, che condusse la polizia al corpo di Kent e fornì altre prove, si dichiarò colpevole di omicidio di secondo grado e cospirazione per commettere omicidio; nel maggio 1995, fu condannato a pene concomitanti di undici anni di carcere. Dopo aver scontato meno di cinque anni, fu rilasciato nell'ottobre 1999. Nel 2013, era un ex camionista di lungo raggio che si era stabilito nel Missouri nel 2009 come genitore single per crescere sua figlia.
Heather Swallers, che collaborò con la polizia e fornì prove, si dichiarò colpevole di omicidio di secondo grado e cospirazione per commettere omicidio; nel maggio 1995, fu condannata a pene concomitanti di sette anni di carcere. Dopo aver scontato meno di tre anni, fu rilasciata nel febbraio 1998. Nel 2013, viveva in Georgia.

## Nella cultura popolare
Jim Schutze, un reporter dell'Houston Chronicle, si è ispirato al caso per scrivere il bestseller del 1997 Bully: A True Story of High School Revenge.
Il libro è stato adattato da David McKenna (accreditato con lo pseudonimo di "Zachary Long", dopo aver chiesto che il suo nome venisse rimosso dal film) e Roger Pullis nel film del 2001 Bully , diretto da Larry Clark. Gli interpreti sono Nick Stahl (Kent), Brad Renfro (Puccio), Bijou Phillips (Willis), Rachel Miner (Connelly), Michael Pitt (Semenec), Kelli Garner (Swallers), Daniel Franzese (Dzvirko) e Leo Fitzpatrick (Kaufman).
Il caso è stato raccontato su American Justice, Forensic Files e Murder Among Friends. L'episodio del 2001 di Forensic Files, "Payback", include un'intervista di Derek Dzvirko sull'omicidio.